# The Open House
The Open House è un film del 2018 diretto da Matt Angel e Suzanne Coote.
Film horror statunitense, con protagonisti Dylan Minnette, Piercey Dalton, Sharif Atkins, Patricia Bethune e Aaron Abrams. Il film è stato pubblicato su Netflix il 19 gennaio 2018.

## Trama
Il padre di Logan, Brian, viene ucciso durante un incidente automobilistico, pertanto per via dei problemi finanziari, Logan e la madre Naomi devono abbandonare temporaneamente la casa familiare per trasferirsi nella casa di montagna della sorella di Naomi, finché questa non verrà venduta. Durante il viaggio, Naomi e Logan incontrano l'anziana vicina, Martha, che si comporta in maniera strana, e Chris, il gestore di un negozio.
La casa dove si trasferiscono viene regolarmente visitata da potenziali acquirenti, pertanto Naomi e Logan devono temporaneamente lasciarla durante le domeniche di apertura. Iniziano una serie di strani accadimenti: gli oggetti vengono spostati oppure spariscono, il telefono suona ma non risponde nessuno, l'interruttore della caldaia viene ripetutamente spento e vi sono rumori inspiegabili. Una notte, Logan vede un'auto che sosta nell'accesso alla casa e all'esterno trova Martha che vaga senza meta; Martha allude poi al suo marito deceduto, sostenendo che sia vivo.
Viene chiamato il tecnico della manutenzione della caldaia, che rivela che il marito di Martha è veramente deceduto e che Martha soffre della malattia di Alzheimer, e questo sembra spiegare alcuni strani fatti che erano accaduti. Il tecnico trova il telefono di Logan, che era scomparso, presso la caldaia, portando Naomi a pensare che Logan si stia prendendo gioco di lei, e i due discutono animatamente, Quella notte, viene rivelato che c'è una figura che vaga per la casa, e una sera Naomi e Logan scoprono che qualcuno si è introdotto in casa, chiamano la polizia che però non trova tracce. Non potendosi permettere un hotel, la madre e il figlio sono costretti a rimanere nella casa per la notte.
Logan contatta Chris, che acconsente a passare la notte con loro. A notte fonda Logan scopre che Chris è stato portato nell'automobile all'esterno, con la gola tagliata. Un uomo non identificato colpisce Logan, che perde i sensi; l'assalitore versa dell'acqua sul corpo del ragazzo, lasciandolo al gelo dell'inverno, ed entra in casa per sdraiarsi nel letto di Naomi. La donna si sveglia, trova delle fotografie in cui lei e il figlio sono ritratti mentre dormono nei loro letti. Naomi viene assalita, legata e torturata. Logan rinviene, entra in casa e libera la madre, ma scopre che tutte le SIM dei telefoni sono state rimosse e non può pertanto chiamare i soccorsi. Nel tentativo di aiutare la madre, la accoltella scambiandola per l'assalitore; Naomi gli intima di scappare prima di morire, ma l'assalitore sopraffà Logan e gli toglie le lenti a contatto, lasciandolo poi fuggire.
Logan scappa nei boschi e si nasconde anche da Martha, che non riesce a riconoscere per via della mancanza delle lenti. Vaga nel gelo invernale fino al mattino, e vicino ad un torrente si abbandona all'ipotermia. L'assalitore lo trova, e lo strangola mentre il ragazzo lotta invano.
Nel finale il corpo di Logan viene lasciato senza vita nei pressi del torrente, mentre l'assalitore guida per dirigersi ad un altro evento di apertura di una casa in vendita.

## Personaggi
- Dylan Minnette nel ruolo di Logan Wallace, figlio di Naomi. Doppiato in italiano da Renato Novara
- Piercey Dalton nel ruolo di Naomi Wallace, madre di Logan. Doppiata in italiano da Deborah Magnaghi
- Sharif Atkins nel ruolo di Chris. Doppiato in italiano da Paolo De Santis
- Patricia Bethune nel ruolo di Martha. Doppiata in italiano da Cinzia Massironi
- Aaron Abrams nel ruolo di Brian Wallace, padre di Logan. Doppiato in italiano da Alessandro D'Errico
- Edward Olson nel ruolo dell'assalitore

## Distribuzione
Il film è uscito su Netflix il 18 gennaio 2018.

## Accoglienza

### Critica
Il film è stato accolto in maniera negativa dalla critica. Sul sito Rotten Tomatoes ottiene solo l'11% delle recensioni professionali positive, con un voto medio di 3 su 10, basato su 9 recensioni. Il film è stato aspramente criticato per problemi relativi alla trama e alla sceneggiatura, in particolar modo a venire stroncato negativamente dalla critica è stato il finale del film, definito come incoerente, totalmente insensato e altamente deludente.